# 烏拉圭島
烏拉圭島（英語：Uruguay Island）是南極洲的島嶼，屬於阿根廷群島中威廉群島的一部分，全長0.9公里，由法國的探險隊發現，在1935年由英國探險隊繪入地圖。
65°14′S 64°14′W / 65.233°S 64.233°W